# Мелеча (река)
Меле́ча — река в Тверской области на северо-западе европейской части Российской Федерации, сливаясь с рекой Могоча, образует реку Осень (бассейн Волги).
Длина — 95 км, площадь бассейна — 1310 км². Вскрывается в первой половине апреля, ледостав — во второй половине ноября.
Крупнейшие притоки — Ужень (правый), Белая (левый).
Исток Мелечи — в районе села Старое Сандово (Сандовский район). Протекает река по равнинной местности, почти лишённой лесов, болот и озёр.

## Список рек бассейна Мелечи
Систематический перечень рек бассейна. Формирование перечня проходило по принципу: река — приток реки — приток притока и так далее. Порядок притоков отсчитывается от истока к устью. Включены все притоки, именованные на топокартах масштаба 1:10000, указаны листы карты, на которых показаны реки (→ левый приток, ← правый приток)
- → Опалим[3]
- ← Черновский[4][5]
  - оз. Карамышевское[4]
- ← Залезинка[5]
- → Олешинка[5]
- → Устровочка[6]
- ← Егорушкин[6]
  - → Безымянный[6]
- → Ростошня[6]
- ← Трестена[6]
- → Белая[3][6]
  - ← Талица[3]
    - → Луконник[3]

  - ← Дымно[3]
  - → Скрипуха[6]
  - → Доры[6]
  - ← Колычинский[6]
  - → Десна[6]
    - ← Демешинский (с Дурновским образует Десну)[7]
    - → Дурновский (с Демешинским образует Десну)[7]

  - → Востец[6]
  - → Лужана[6]
- ← Любимка[6]
- ← Оралец[6]
- ← Ксаблю[5]
- ← Ужень[5]
  - ← Митинский[5]
  - ← Боцяк[5]
  - → Ламинский[5]
  - ← Красненский[5]
  - ← Середа[5]
  - ← Кончинка[5]
- ← Глиненка[5]
- ← Переменка[5][8]